# Rugby sevens nos Jogos Sul-Americanos de 2014
As competições de rugby sevens nos Jogos Sul-Americanos de 2014 ocorreram entre 8 e 9 de março em um total de 2 eventos. As competições aconteceram no Centro de Alto Rendimento Parque Muhuida, localizado em Santiago, Chile.
O evento serviu de qualificação para os Jogos Pan-Americanos de 2015.

## Calendário
| Março        | 07 | 08 | 09 | 10 | 11 | 12 | 13 | 14 | 15 | 16 | 17 | 18 |
| ------------ | -- | -- | -- | -- | -- | -- | -- | -- | -- | -- | -- | -- |
| Rugby sevens |    |    | 2  |    |    |    |    |    |    |    |    |    |

|  | Dia de competição |  | Dia de final |

## Participantes
Ao todo, quatorze equipes se inscreveram, sete em cada evento.
| - ARG Argentina (24) - BRA Brasil (24) - CHI Chile (24) - COL Colômbia (24) | - PAR Paraguai (24) - PER Peru (12) - URU Uruguai (24) - VEN Venezuela (12) |

## Quadro de medalhas
| Ordem | País          | Medalha de ouro | Medalha de prata | Medalha de bronze | Total |
| ----- | ------------- | --------------- | ---------------- | ----------------- | ----- |
| 1     | ARG Argentina | 1               | 1                |                   | 2     |
| 2     | BRA Brasil    | 1               |                  |                   | 1     |
| 3     | URU Uruguai   |                 | 1                | 1                 | 2     |
| 4     | CHI Chile     |                 |                  | 1                 | 1     |
| TOTAL | TOTAL         | 2               | 2                | 2                 | 6     |